# Night of Champions (2023)
Night of Champions (2023) foi um evento pay-per-view (PPV) de luta profissional Night of Champions e evento de transmissão ao vivo produzido pela promoção americana WWE. Foi realizado para lutadores das divisões de marca Raw e SmackDown da promoção. O evento aconteceu no sábado, 27 de maio de 2023, no Jeddah Super Dome em Jeddah, Arábia Saudita. Este foi o primeiro Night of Champions realizado em um sábado e o primeiro realizado na Arábia Saudita, sendo posteriormente o nono evento que a WWE realizará no país em uma parceria de 10 anos em apoio ao Saudi Vision 2030. O evento teve a coroação de um novo Campeão Mundial dos Pesos-Pesados e também marcou o milésimo dia de Roman Reigns como Campeão Universal.
O evento foi originalmente anunciado para ser realizado como um evento intitulado King and Queen of the Ring, que teria revivido a série de eventos King of the Ring, mas com uma nova marca; no entanto, a WWE decidiu reviver o Night of Champions, que foi realizado pela última vez em setembro de 2015. Este foi posteriormente o primeiro Night of Champions realizado após a reintrodução da divisão da marca em julho de 2016 e o primeiro a transmitir ao vivo no Peacock após a versão americana. da WWE Network se fundiu com Peacock em março de 2021. O evento também substituiu o evento Hell in a Cell, anteriormente anual.

## Produção
Em 6 de março de 2023, a promoção de luta profissional americana WWE anunciou que o evento King of the Ring seria revivido e rebatizado como "King and Queen of the Ring" para incorporar o torneio masculino King of the Ring e o torneio feminino Queen's Crown, que também substituiria o evento anual Hell in a Cell. O evento estava programado para ser realizado no sábado, 27 de maio de 2023, no Jeddah Super Dome em Jeddah, Arábia Saudita e contou com lutadores das divisões de marca Raw e SmackDown. No entanto, em 13 de abril, foi revelado que a WWE descartou esses planos e que este evento na Arábia Saudita seria a 10ª edição do Night of Champions, revivendo assim o evento Night of Champions, que já havia sido realizado anualmente de 2007 a 2015 - não foi confirmado se os torneios ainda serão realizados. De acordo com Mike Johnson do PWInsider, a decisão de mudar o evento para Night of Champions foi uma escolha criativa para reviver e trazer o evento para um mercado internacional. Além de ir ao ar no pay-per-view tradicional em todo o mundo e na WWE Network nos mercados internacionais, será o primeiro Night of Champions a transmitir ao vivo no Peacock nos Estados Unidos devido à fusão da American WWE Network sob o Peacock em março de 2021.
No início de 2018, a WWE iniciou uma parceria multiplataforma estratégica de 10 anos com a General Sports Authority em apoio ao Saudi Vision 2030, o programa de reforma social e econômica da Arábia Saudita. O Night of Champions de 2023 será o nono evento que a WWE realizará na Arábia Saudita sob esta parceria e posteriormente o primeiro Night of Champions a ser realizado no país. Também será o primeiro Night of Champions a ser realizada em um sábado.

### Rivalidades
O evento incluiu combates que resultam de enredos roteirizados, onde os lutadores interpretam heróis, vilões ou personagens menos distinguíveis em eventos roteirizados que criam tensão e culminam em uma luta livre ou uma série de lutas. Os resultados são predeterminados pelos escritores da WWE nas marcas Raw e SmackDown, enquanto as histórias são produzidas nos programas de televisão semanais da WWE, Monday Night Raw e Friday Night SmackDown.
No episódio de 24 de abril do Raw, o diretor de conteúdo da WWE Triple H anunciou que qualquer marca Campeonato Indiscutível Universal da WWE Roman Reigns foi convocada no 2023 WWE Draft , ele permaneceria nessa marca com seu campeonato e qualquer marca para a qual não fosse convocado coroaria um novo campeão mundial. Triple H posteriormente revelou o World Heavyweight Championship e anunciou que o novo campeão seria coroado no Night of Champions - não foi confirmado se este é um renascimento do anterior World Heavyweight Championship que foi contestado de 2002 a 2013 ou se este é um novo título que compartilha o nome. Durante o draft, Reigns foi draftado para o SmackDown, tornando assim o World Heavyweight Championship exclusivo para o Raw. Durante a coletiva de imprensa Backlash em 5 de maio, Triple H anunciou um torneio pelo título e incluiria lutadores de ambas as marcas com uma chave para cada marca. A primeira rodada e as semifinais de cada chave ocorrerão nos episódios de 8 e 12 de maio de Raw e SmackDown, respectivamente. As lutas da primeira rodada para cada episódio consistirão em duas luta Triple Threat. Os respectivos vencedores avançarão para uma luta individual na mesma noite, com os respectivos vencedores avançando para a disputa do campeonato no Night of Champions.
No Backlash, Cody Rhodes derrotou Brock Lesnar. No episódio seguinte do Raw, Rhodes participou do referido torneio pelo Campeonato Mundial dos Pesos Pesados. Durante a luta triple threat da primeira rodada em que Rhodes competiu, Lesnar interferiu e atacou Rhodes, custando-lhe uma oportunidade pelo título. Lesnar posteriormente desafiou Rhodes para outra luta no Night of Champions e Rhodes aceitou.

## Evento
| Função:                | Nome:               |
| ---------------------- | ------------------- |
| Comentaristas ingleses | Michael Cole        |
| Comentaristas ingleses | Corey Graves        |
| Comentaristas árabes   | Faisal Al-Mughaisib |
| Comentaristas árabes   | Jude Aldajani       |
| Anunciadores de ringue | Mike Rome           |
| Árbitros               | Danilo Anfibio      |
| Árbitros               | Jessika Carr        |
| Árbitros               | Dan Engler          |
| Árbitros               | Daphne Lashaunn     |
| Árbitros               | Eddie Orengo        |
| Árbitros               | Ryan Tran           |
| Entrevistador          | Byron Saxton        |
| Painel pré-show        | Kayla Braxton       |
| Painel pré-show        | Matt Camp           |
| Painel pré-show        | Peter Rosenberg     |

### Lutas preliminares
O pay-per-view começou com a final do torneio para coroar o primeiro Campeão Mundial dos Pesos-Pesados, disputado entre Seth "Freakin" Rollins do Raw e AJ Styles do SmackDown. Durante a luta, Styles acertou um Suplex em Rollins no canto e um DDT reverso para um nearfall. Styles então entregou um neckbreaker modificado em Rollins. Enquanto Styles tentava uma segunda corda Styles Clash, Rollins rebateu em um furacão. Rollins então entregou um top rope reverse suplex em um DDT reverso em Styles. Styles então entregou um brainbuster para Rollins no avental do ringue. Enquanto Styles tentava o Fenomenal Forearm, Rollins saiu do caminho e mandou Styles para fora, dando um mergulho suicida e ajustando seu próprio joelho no processo. Styles então trancou no Calf Crusher, no entanto, Rollins escapou. Styles então executou um Pelé Kick e um Pedigree em Rollins para uma quase queda. Nos momentos finais, Rollins executou um Superkick, um Pedigree e um Curb Stomp on Styles para se tornar o novo Campeão Mundial dos Pesos-Pesados. Após a luta, o diretor de conteúdo da WWE, Triple H, apresentou o título a Rollins. Rollins comemorou ficando na corda do meio do ringue enquanto os fogos de artifício explodiam.
Em seguida, Becky Lynch enfrentou Trish Stratus. Stratus começou com chaves de cabeça na corda superior e repetidamente bateu o rosto de Lynch na mesa dos anunciantes. Lynch então entregou um Becksploder, Diamond Dust e um top rope leg drop para uma contagem de dois. Enquanto Lynch tentava o ManHandle Slam, Stratus o rebateu em um Sharpshooter, mas Lynch evitou. Stratus então desferiu o Chick Kick, para outra contagem de dois. Lynch então trancou no Dis-Arm-Her, mas Stratus escapou para o lado de fora. Sem o conhecimento do árbitro, Zoey Stark apareceu de baixo do ringue e acertou o Z360 para Lynch, permitindo que Stratus entregasse o Stratusfaction para a vitória.
Depois disso, Gunther defendeu o Campeonato Intercontinental contra Mustafa Ali. Nos estágios iniciais, Gunther dominou Ali, desferindo golpes massivos no corpo e jogando-o no poste do ringue. Ali então deu um neckbreaker, mas Gunther deu um chop. Enquanto Gunther tentava um suplex de borboleta no topo da corda, Ali rebateu em uma powerbomb ao pôr do sol e acertou o 450 °, mas Gunther chutou para fora. Ali então desferiu um tornado DDT, mas ao tentar outro 450°, Gunther saiu do caminho, desferiu um dropkick e uma Powerbomb para reter o título.
Na quarta luta, Bianca Belair defendeu o Raw Women's Championship contra Asuka. Nos estágios iniciais, Asuka deu chutes no braço de Belair. Belair então lançou um Spine Buster e um Handspring Moonsault. Enquanto Asuka tentava o Asuka Lock, Belair rebateu em um pin para uma contagem de dois. Enquanto o árbitro atendia Belair, Asuka cuspiu névoa verde em Belair, mas ele se abaixou. Asuka então cuspiu a névoa em sua mão. Enquanto Belair tentava o Kiss of Death, Asuka esfregou a mão embaçada nos olhos de Belair e deu dois roundhouse kicks para se tornar a nova Raw Women's Champion, encerrando o reinado recorde de Belair em 420 dias.
Em seguida, Rhea Ripley (acompanhada por seu Judgment Day companheiro de estábulo Dominik Mysterio) defendeu o SmackDown Women's Championship contra Natalya. Utilizando as distrações de Mysterio, Ripley espancou Natalya, mandando-a para os degraus de aço e jogando sua cabeça na mesa de anunciantes. Ripley então entregou o Riptide para vencer.
Na penúltima partida, Brock Lesnar enfrentou Cody Rhodes em uma partida de simples. Devido a Lesnar quebrar o braço de Rhodes no episódio anterior de Raw, seu braço foi equipado com um gesso reforçado com titânio, que ele utilizou pesadamente em seu ataque contra Lesnar. Na parte de abertura, Lesnar dominou Rhodes, desferindo três suplexes barriga a barriga. Rhodes então acertou o Disaster Kick, o Cody Cutter e dois Cross Rhodes para uma contagem de dois. Lesnar então entregou um F-5 e travou no Kimura Lock, mas Rhodes alcançou as cordas. Enquanto Lesnar tentava outro F-5, Rhodes rebateu em outro Cross Rhodes para outra contagem de dois. Lesnar então trancou em outro Kimura Lock. Apesar das várias tentativas de alcançar as cordas, Rhodes desmaiou de dor, dando a Lesnar a vitória por finalização técnica.

### Evento principal
No evento principal, Kevin Owens e Sami Zayn defenderam o Undisputed WWE Tag Team Championship contra The Bloodline (Roman Reigns e Solo Sikoa, acompanhados por Paul Heyman). Zayn começou a luta com Sikoa, mas foi marcado por Reigns. Zayn então marcou em Owens, que acertou um Stunner, mas Reigns imediatamente lançou um Spear. Zayn então entregou um top suicida para Sikoa, seguido por uma Blue Thunder Bomb para uma contagem de dois. Enquanto Sikoa tentava o Samoan Spike, Zayn escapou e lançou um Exploder Suplex no canto e acertou o Helluva Kick, mas Reigns quebrou a imobilização. Enquanto Reigns tentava um Spear para Zayn, ele se esquivou e Reigns acertou o árbitro sem querer. Enquanto Zayn tentava um Superman Punch, Reigns rebateu com seu próprio Superman Punch. Com o árbitro abaixado, Owens tentou uma powerbomb pop-up para Reigns através da mesa de anunciantes, mas os Usos (Jey Uso e Jimmy Uso) o impediram. Os Usos então entregaram vários Superkicks para Zayn. Enquanto tentavam outro superkick, eles acertaram Sikoa sem querer, o que Reigns viu, deixando-o furioso. Depois de empurrar os dois Usos, Jimmy retaliou e entregou dois Superkicks para Reigns e, junto com Jey, eles recuaram, permitindo que Owens e Zayn acertassem uma combinação Stunner/Helluva Kick para Sikoa para reter os títulos.

## Recepção
O evento recebeu críticas positivas dos críticos, com a luta Undisputed WWE Tag Team Championship e o final que se seguiu sendo considerados os destaques da noite, ao mesmo tempo em que elogiava a luta pelo World Heavyweight Championship.
Dave Meltzer avaliou o evento principal com 4,5 estrelas, que foi a partida mais bem avaliada da noite. Bianca Belair x Asuka e Trish Stratus receberam 3,25 estrelas, as partidas com classificação mais baixa da noite. Gunther vs Ali foi classificado com 3,75 estrelas, a luta pelo World Heavyweight Championship foi avaliada com 4,25 estrelas e Cody Rhodes vs Brock Lesnar foi classificado com 4 estrelas. Rhea vs Natalya não foi classificado.

## Após o evento

### Raw
O novo campeão mundial dos pesos pesados Seth "Freakin" Rollins abriu o episódio seguinte do Raw para falar sobre sua vitória no Night of Champions. Apesar de ser um lutador do SmackDown, AJ Styles interrompeu para parabenizar Rollins. Eles foram interrompidos por O Dia do Julgamento (Finn Bálor, Damian Priest, Dominik Mysterio e Rhea Ripley). Isso levou a uma luta de duplas onde Styles e Rollins derrotaram Priest e Bálor.
Também no Raw, Zoey Stark explicou sua aliança com Trish Stratus. Stark afirmou que queria pegar a via rápida para o topo da divisão feminina, mas foi interrompida por Becky Lynch. Depois disso, Stark e Stratus definiram Lynch.
Cody Rhodes falou sobre sua derrota para Brock Lesnar, afirmando que não desistiu e questionou se Lesnar estava satisfeito com a vitória e o empate em 1–1. Rhodes então lançou um desafio aberto para Lesnar a qualquer momento.

### SmackDown
No episódio seguinte do SmackDown, Triple H apresentou o Undisputed WWE Universal Champion Roman Reigns, que estava acompanhado por Paul Heyman e Solo Sikoa. Triple H então revelou um novo design para o Undisputed WWE Universal Championship, mas Reigns foi rapidamente interrompido pelos Usos (Jey Uso e Jimmy Uso). Jimmy afirmou que fez o que fez no Night of Champions para proteger sua família. Depois, Sikoa ligou os Usos e ficou do lado de Reigns quando o show terminou.

## Resultados
| Nº                                          | Resultados                                                                                         | Estipulações                                                   | Tempo |
| ------------------------------------------- | -------------------------------------------------------------------------------------------------- | -------------------------------------------------------------- | ----- |
| 1                                           | Seth "Freakin" Rollins derrotou AJ Styles                                                          | Luta final do torneio pelo Campeonato Mundial de Pesos Pesados | 20:40 |
| 2                                           | Trish Stratus derrotou Becky Lynch                                                                 | Luta individual                                                | 14:50 |
| 3                                           | Gunther (c) derrotou Mustafa Ali                                                                   | Luta individual pelo Campeonato Intercontinental               | 8:35  |
| 4                                           | Asuka derrotou Bianca Belair (c)                                                                   | Luta individual pelo Campeonato Feminino do Raw                | 15:00 |
| 5                                           | Rhea Ripley (c) (com Dominik Mysterio) derrotou Natalya                                            | Luta individual pelo Campeonato Feminino do SmackDown          | 1:10  |
| 6                                           | Brock Lesnar derrotou Cody Rhodes ao aplicar Kimura Lock e Rhodes desmaiar                         | Luta individual                                                | 9:40  |
| 7                                           | Kevin Owens e Sami Zayn (c) derrotaram The Bloodline (Roman Reigns e Solo Sikoa) (com Paul Heyman) | Luta de duplas pelo Campeonato Indiscutível de Duplas          | 26:25 |
| (c) – Refere-se aos campeões antes da luta. | |                                                                |       |